# Lönnsläktet
För andra betydelser, se lönn (olika betydelser).
Lönnar (Acer) är ett släkte i familjen kinesträdsväxter. Det innehåller både träd och buskar, som ömsom klassificeras i en egen familj lönnväxter (Aceraceae) och ömsom tillsammans med hästkastanjeväxter (Hippocastanaceae) förs till kinesträdsväxter (Sapindaceae). Släktet omfattar över 100 arter, varav tre förekommer vildväxande eller har förvildats i Sverige: skogslönn, naverlönn och tysklönn.

## Beskrivning
Lönnsläktet består av små till medelstora träd eller buskar, som vanligen är lövfällande. Ett kännetecken för lönnar är att de har motsatta blad, som hos många arter är handflikiga med tre eller fem bladflikar. Lönnarnas blommor är ofta ganska oansenliga, men ger trots det rikligt med nektar då lönnen är beroende av pollinerande insekter. De vingade klyvfrukterna är desto mer iögonfallande. Klyvfrukterna delar sig innan de släpps till marken och tack vare deras vingliknande form virvlar de ner och lönnens frön kan därmed spridas längre sträckor. Deras roterande rörelse kallas autorotation och är precis samma fenomen som används i flygplanstypen autogiro.

## Utbredning
De flesta arter härstammar från Östasien, från Kina, Japan och östra Himalaya, men det finns även några arter som härstammar från  Nordamerika och några få arter som härstammar från Europa. De flesta arter växer i tempererat klimat är lövfällande, men det finns exempel på arter som är städsegröna i Turkiet och Kaukasus.
Bara en art, den sydöstasiatiska Acer laurinum, är ursprunglig söder om ekvatorn, där den växer naturligt i Indonesien. För Nordamerika är minst nio arter ursprungliga.

## Systematik
Det finns en debatt angående vissa lönnars status som arter. I Mapels of the World av Gelderen et. al. (1994) uppges 124 arter. I Flora of China av Xu et. al. (2008) uppskattas att det finns cirka 129 arter, av vilka 99 arter förekommer i Kina. Av dessa anges 61 arter som ursprungligen endemiska för området och tre som introducerade arter. I detta verk accepterades inte Acer lanceolatum som fullgod art då typexemplar blivit förstört. I en utvärdering angående lönnväxternas hotstatus från 2009 listades 191 olika sorters lönnväxter, av dessa ansågs 123 ha status som arter. Därtill finns bland lönnarna många underarter, varieteter och hybrider.

## Bestämningsnyckel
Bestämningsnyckel till de tio vanligaste arterna (fler än 30 observationer i Artfakta) som återfinns som naturaliserade eller odlade i Sverige. 
| Karaktär                                                                                  | Vetenskapligt namn            | Trivialnamn  |
| ----------------------------------------------------------------------------------------- | ----------------------------- | ------------ |
| 1 Blad sammansatta av flera småblad                                                       | Acer negundo                  | asklönn      |
| - Blad helt                                                                               | 2                             |              |
| 2 Blad litet, handflikat och skuret djupare än halva bladskivans diameter                 | Acer palmatum                 | japansk lönn |
| - Blad små eller stora, ej handflikade, bladflikar grundare än halva bladskivans diameter | 3                             |              |
| 3 Bladskiva liten med en huvudflik och två sidoflikar eller utan sidoflikar               | 4                             |              |
| - Bladskiva stor med fem flikar                                                           | 5                             |              |
| 4 Bladskiva med en stor huvudflik och två små sidoflikar                                  | Acer tataricum ssp. ginnala   | ginnalalönn  |
| - Bladskiva hel eller med endast antydan till sidoflikar                                  | Acer tataricum ssp. tataricum | rysk lönn    |
| 5 Fruktpar bildar vinkel i 45° eller mindre, bildade i långa klasar                       | Acer pseudoplatanus           | tysklönn     |
| - Fruktpar bildar vinkel > 45°, bildade i kvastlika ställningar                           | 6                             |              |
| 6 Bladskiva liten och läderartad, små till medelstora träd                                | 7                             |              |
| - Bladskiva medelstor till stor, papperstunn, stora träd                                  | 8                             |              |
| 7 Bladskiva femflikad, frukter rakt utsående                                              | Acer campestre                | naverlönn    |
| - Bladskiva treflikad, frukter i vinkel < 45°                                             | Acer monspessulanum           | dvärglönn    |
| 8 Bladskiva längre än bred, undersida silvervit                                           | Acer saccharinum              | silverlönn   |
| - Bladskiva lika eller bredare än lång, undersida grön                                    | 9                             |              |
| 9 Bladets flikar helbräddade, sällsynt parkträd                                           | Acer cappadocicum             | turkisk lönn |
| - Bladets flikar med sidoflikar, vanligt skogsträd                                        | Acer platanoides              | lönn         |

## Användning
Lönnar odlas för olika ändamål. Ett av dessa är för dekoration i parker och trädgårdar då lönnar anses ha vackra blad och lämplig storlek och ofta uppvisar stor färgprakt, särskilt på hösten. Inom trädgårdsodlingen finns idag flera hundra olika sorter framtagna som uppvisar stor variation i storlek och i bladens form och färg. En del arter av lönnar, till exempel skogslönnen, odlas också för sitt virke, som bland annat används till möbler, parkettgolv och musikinstrument. Av sav från vissa lönnarter, främst sockerlönn, framställs lönnsirap.

## Dottertaxa till Lönnsläktet, i alfabetisk ordning[1][3]
- Acer acuminatum
- Acer amamiense
- Acer amplum
- Acer argutum
- Acer barbatum
- Acer barbinerve
- Acer brachystephyanum
- Acer buergerianum
- Acer caesium
- Acer calcaratum
- Acer campbellii
- Acer campestre
- Acer capillipes
- Acer cappadocicum
- Acer carpinifolium
- Acer caudatifolium
- Acer caudatum
- Acer ceriferum
- Acer chapaense
- Acer chiangdaoense
- Acer cinerascentiforme
- Acer circinatum
- Acer cissifolium
- Acer confertifolium
- Acer conspicuum
- Acer cordatum
- Acer coriaceifolium
- Acer crassum
- Acer crataegifolium
- Acer davidii
- Acer diabolicum
- Acer discolor
- Acer distylum
- Acer duplicatoserratum
- Acer emeiense
- Acer erianthum
- Acer erythranthum
- Acer eucalyptoides
- Acer fabri
- Acer fenzelianum
- Acer freemanii
- Acer garrettii
- Acer glabrum
- Acer grandidentatum
- Acer griseum
- Acer hainanense
- Acer heldreichii
- Acer henryi
- Acer huangpingense
- Acer hyrcanum
- Acer jakelyanum
- Acer japonicum
- Acer jingdongense
- Acer koenighoferae
- Acer laevigatum
- Acer laurinum
- Acer leipoense
- Acer leptophyllum
- Acer leucoderme
- Acer linganense
- Acer lobelii
- Acer longipes
- Acer lucidum
- Acer macrophyllum
- Acer mandshuricum
- Acer mazandaranicum
- Acer miaoshanicum
- Acer micranthum
- Acer miyabei
- Acer mono
- Acer monspessulanum
- Acer morifolium
- Acer negundo
- Acer nigrum
- Acer nikoense
- Acer nipponicum
- Acer oblongum
- Acer obtusatum
- Acer obtusifolium
- Acer oligocarpum
- Acer olivaceum
- Acer oliverianum
- Acer opalus
- Acer palmatum
- Acer pauciflorum
- Acer paxii
- Acer pectinatum
- Acer pensylvanicum
- Acer pentaphyllum
- Acer pentapomicum
- Acer pilosum
- Acer platanoides
- Acer pluridens
- Acer pseudoplatanus
- Acer pseudosieboldianum
- Acer pseudowilsonii
- Acer pubipalmatum
- Acer pycnanthum
- Acer robustum
- Acer rubescens
- Acer rubrum
- Acer rufinerve
- Acer saccharinum
- Acer saccharum
- Acer schneiderianum
- Acer sempervirens
- Acer shangszeense
- Acer shenzhenensis
- Acer shihweii
- Acer shirasawanum
- Acer sieboldianum
- Acer sikkimense
- Acer sino-oblongum
- Acer sinopurpurascens
- Acer spicatum
- Acer stachyophyllum
- Acer sterculiaceum
- Acer sutchuense
- Acer taipuense
- Acer tataricum
- Acer tegmentosum
- Acer tenellum
- Acer tetramerum
- Acer tibetense
- Acer tonkinense
- Acer trialatum
- Acer triflorum
- Acer truncatum
- Acer tschonoskii
- Acer tutcheri
- Acer undulatum
- Acer wangchii
- Acer wardii
- Acer velutinum
- Acer yangbiense
- Acer yuii

## Galleri

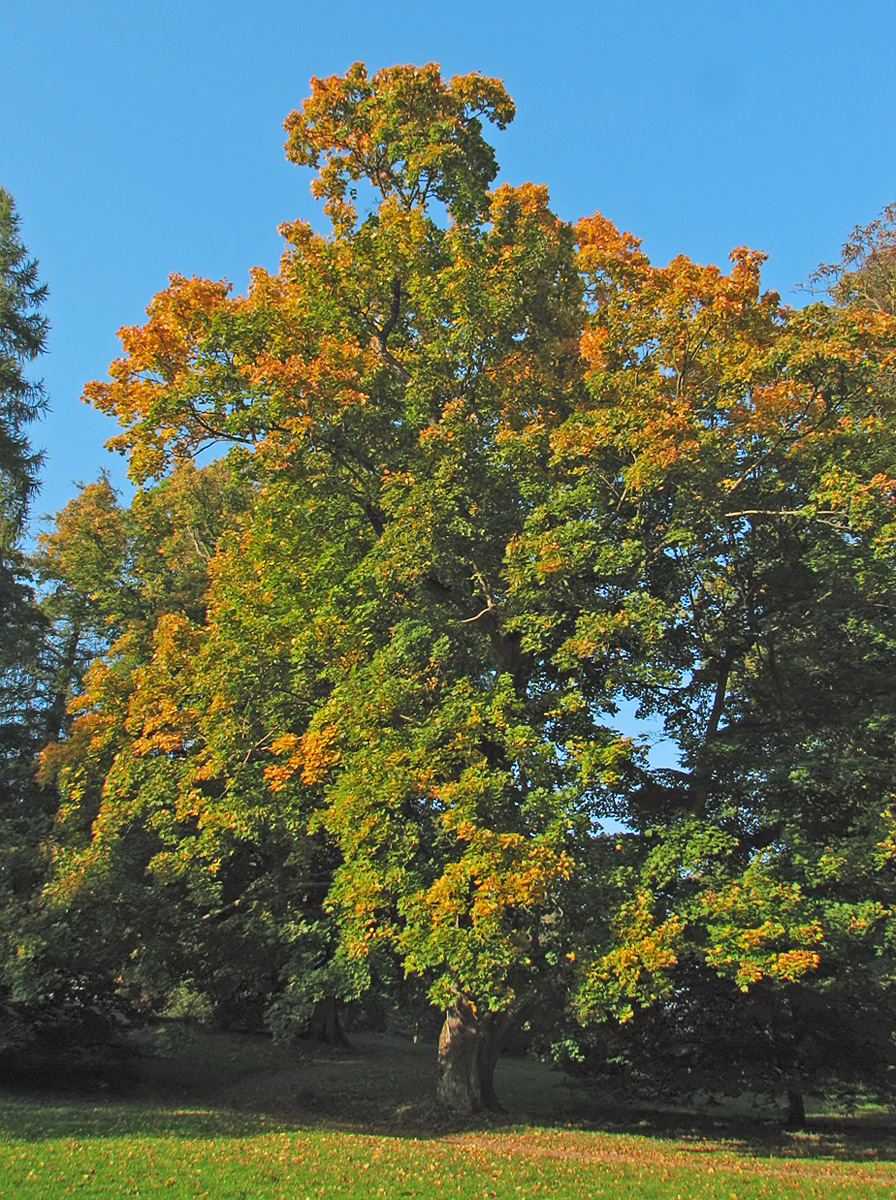
Lönn
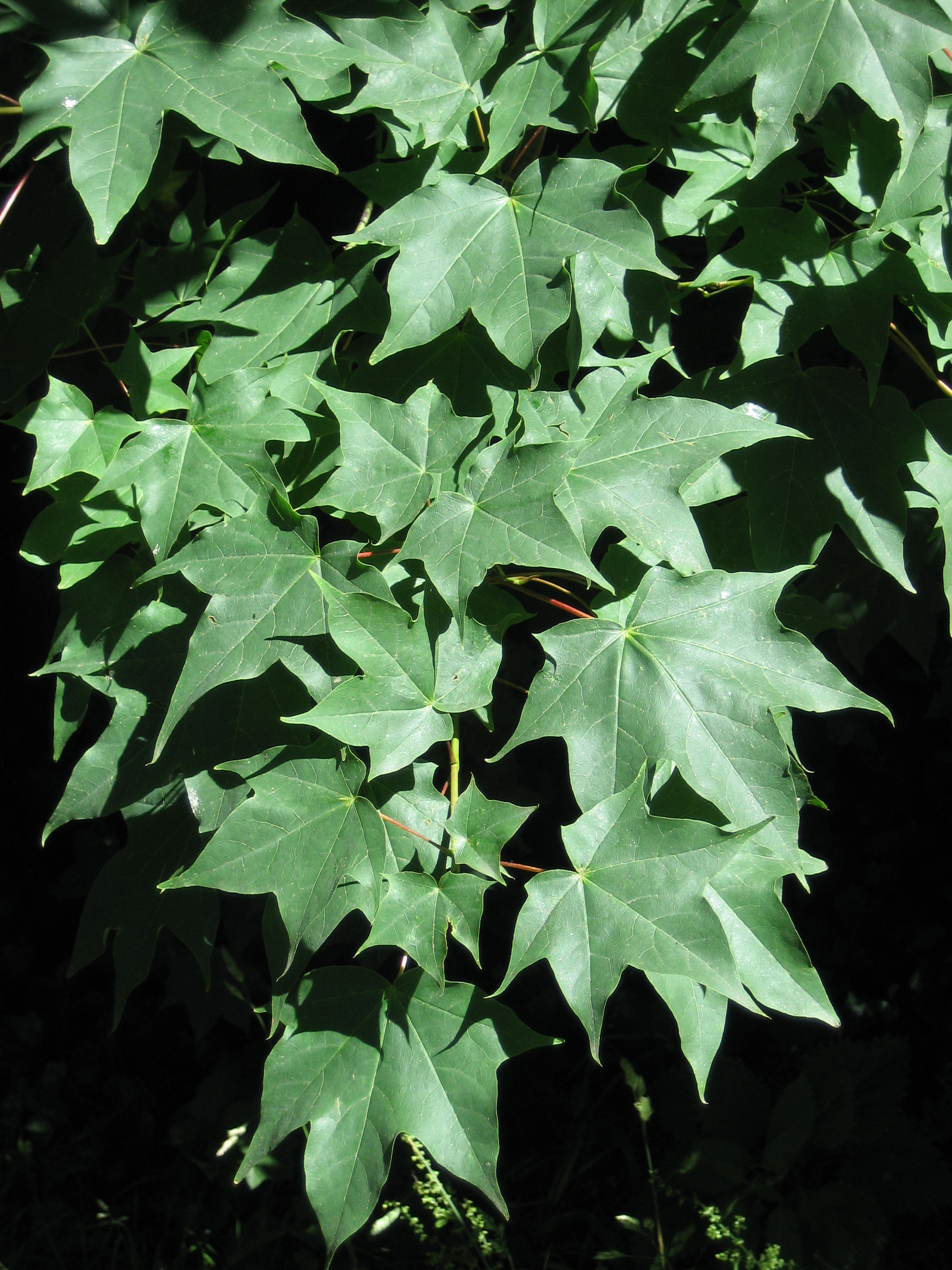
Turkisk lönn
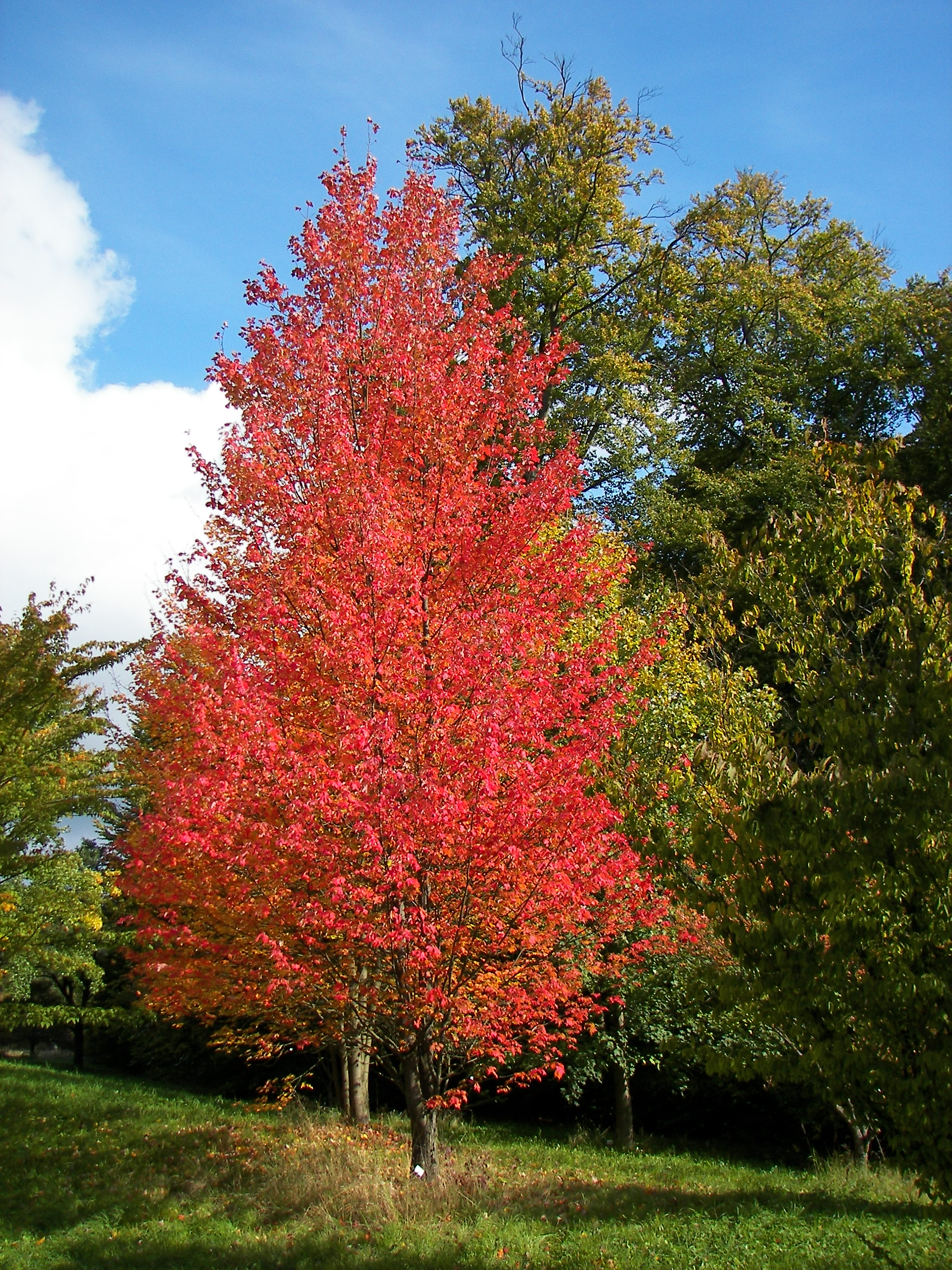
Acer rubrum
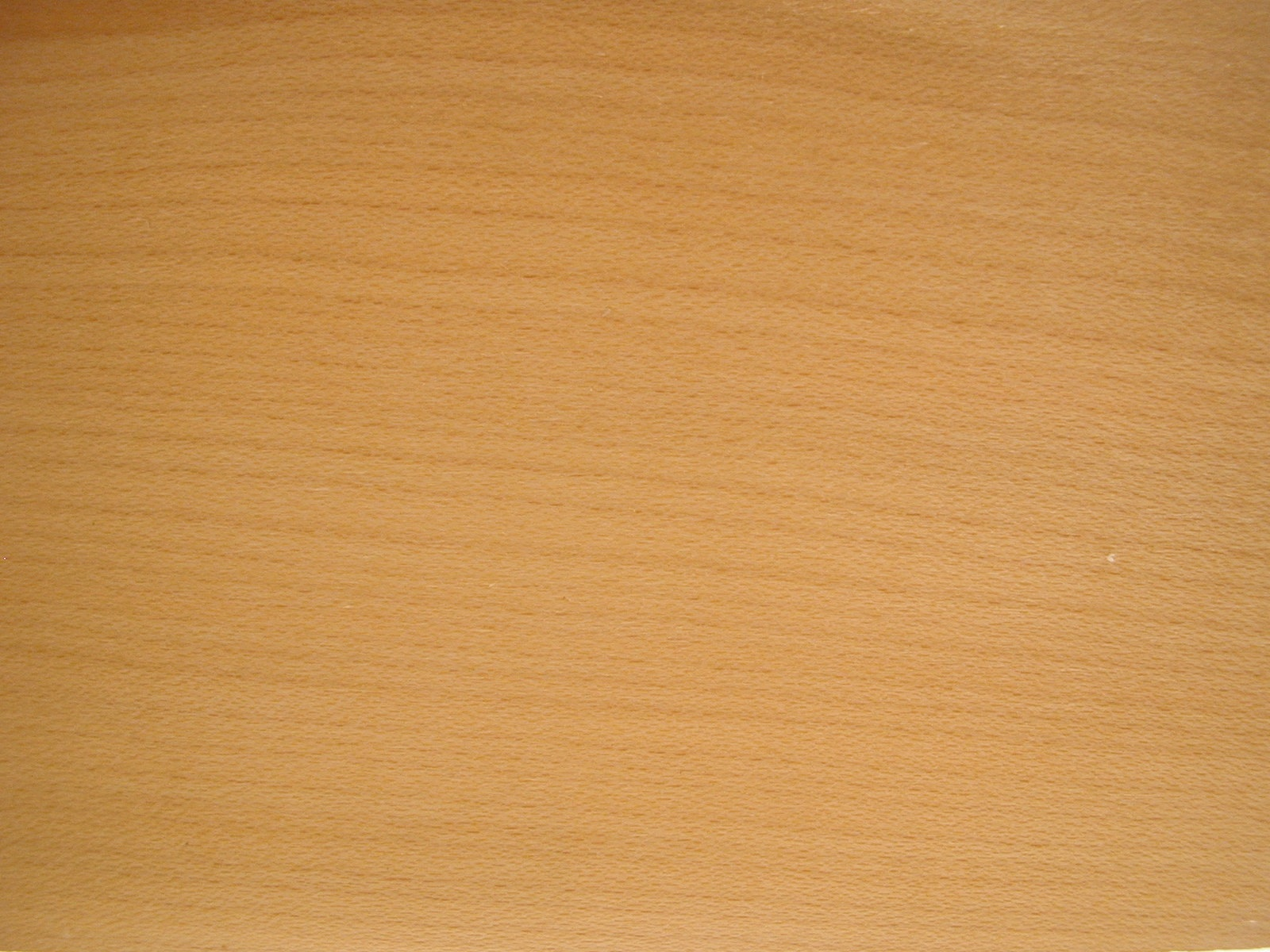
Lönnträ
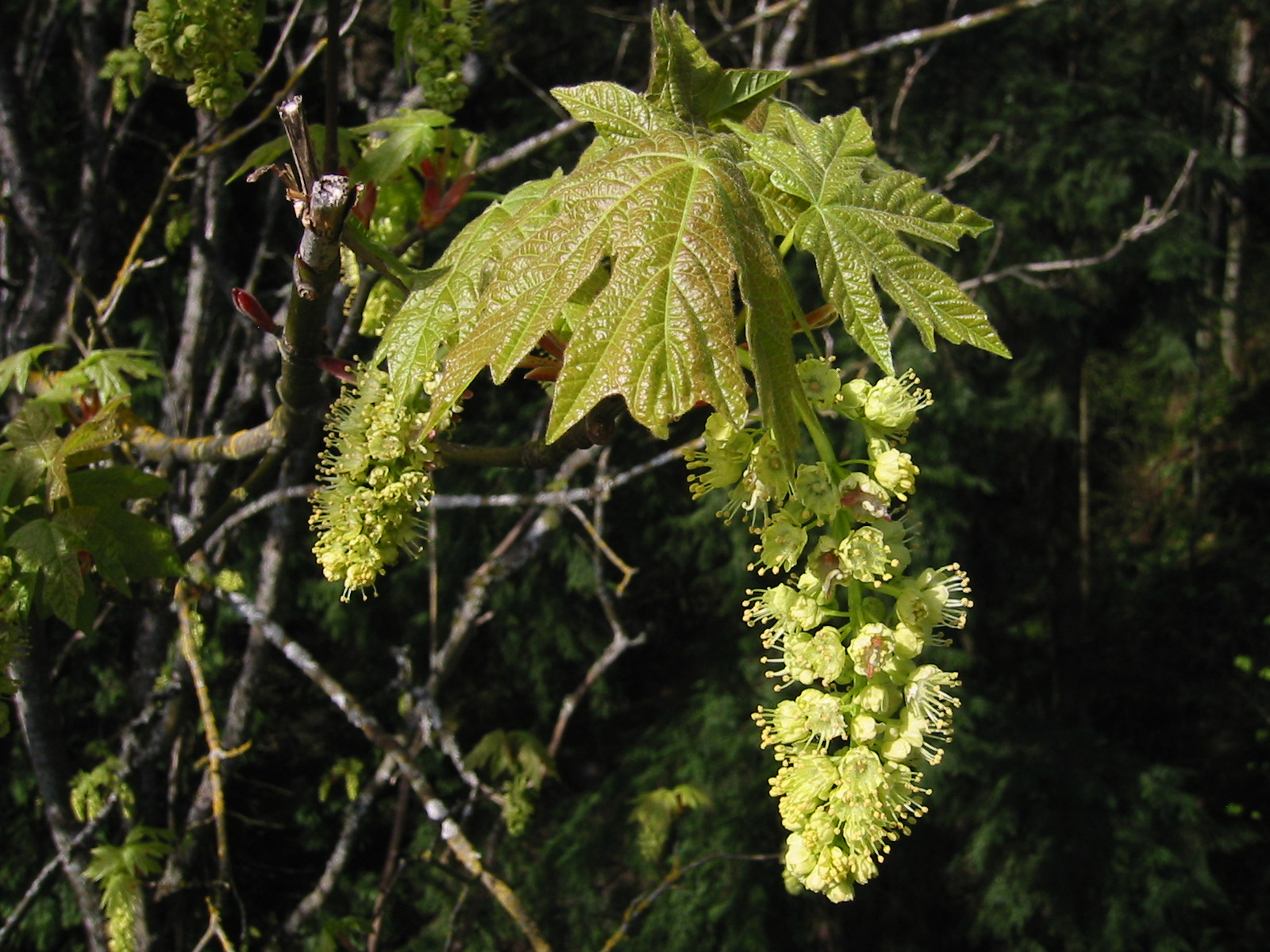
Lönnlöv
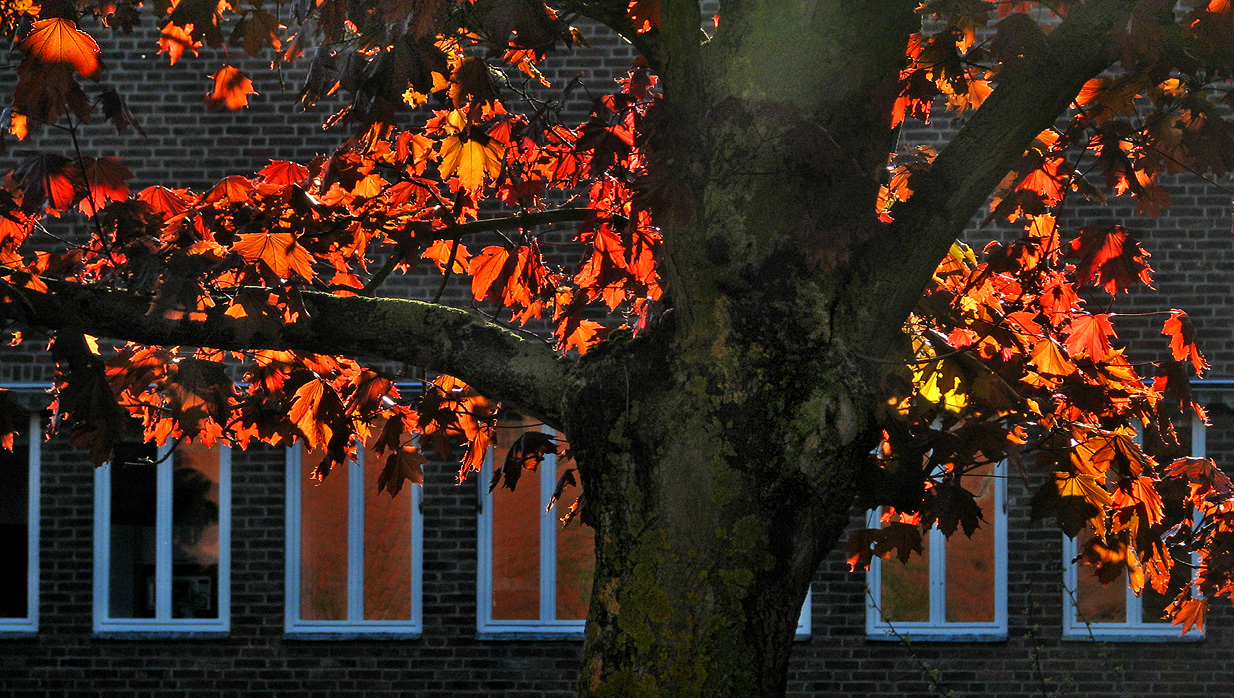
Blodlönn (Acer platanoides)